# 大阪市立山之内小学校
大阪市立山之内小学校（おおさかしりつ やまのうちしょうがっこう）は、大阪府大阪市住吉区にある公立小学校。

## 概要
大阪市立南住吉小学校・大阪市立遠里小野小学校・大阪市立依羅小学校の3小学校の校区のそれぞれ一部を分離再編して、1967年に新設開校した。
近隣にある大阪府立視覚支援学校・建国小学校と交流をおこなっている。10月頃に山之内フェスティバルというものがあり、視覚支援学校（盲学校）、建国小学校の4年生の児童が山之内小学校に訪れる。プール交流、ドッジボール交流では建国小学校とする。
講堂（体育館）は3階建てであり、屋上は学習用のプールになっている。卒業生は大阪市立大和川中学校へ進学する。

## 沿革
- 1967年4月1日 - 開校。南住吉・遠里小野・依羅の各小学校から第2学年から第4学年の児童が移籍し、新入生と合わせて、18学級でスタートした。
- 1996年 6月30日 - 冷暖房設置（職員室・事務室・保健室・多目的室）。

### この節の出典
- 山之内小学校の沿革（学校ホームページ内）

## 通学区域
- 大阪市住吉区 遠里小野2-3丁目、山之内1-5丁目。

## 交通
- 大阪シティバス64号系統・65号系統で、「山之内一丁目」バス停から、徒歩約255m・約4分。
- 西日本旅客鉄道（JR西日本）阪和線杉本町駅から、
  - (西口1から)徒歩約540m・約8分。
  - 上述の大阪シティバス65号系統で、「山之内一丁目」バス停下車後、徒歩。